# Étienne-Théodore Cuenot
Étienne-Théodore Cuenot (Le Bélieu, 8 febbraio 1802 – Bình Định, 14 novembre 1861) è stato un vescovo cattolico francese, membro della Società per le missioni estere di Parigi, vicario apostolico della Cocincina dal 1840 alla morte. Beatificato come martire nel 1909, fu proclamato santo da papa Giovanni Paolo II il 19 giugno 1988 insieme con sant'Andrea Dũng Lạc.

## Biografia
Ordinato sacerdote nel 1825, entrò nella Società per le missioni estere di Parigi e nel 1828 partì come missionario per la Cocincina.
Nel 1835 fu consacrato vescovo e nel 1840 divenne vicario apostolico di Cocincina.
Fu arrestato nel 1861 per ordine dell'imperatore Tự Đức: morì durante la prigionia.

## Il culto
Il 2 agosto 1908 papa Pio X riconobbe il suo martirio: fu beatificato nel 1909 e canonizzato da papa Giovanni Paolo II tra i 117 santi martiri vietnamiti.
Il suo elogio si legge nel Martirologio romano al 14 novembre; la memoria liturgica dei santi 117 martiri del Vietnam si celebra il 24 novembre.

## Genealogia episcopale e successione apostolica
La genealogia episcopale è:
- Cardinale Scipione Rebiba
- Cardinale Giulio Antonio Santori
- Cardinale Girolamo Bernerio, O.P.
- Arcivescovo Galeazzo Sanvitale
- Cardinale Ludovico Ludovisi
- Cardinale Luigi Caetani
- Cardinale Ulderico Carpegna
- Cardinale Paluzzo Paluzzi Altieri degli Albertoni
- Papa Benedetto XIII
- Papa Benedetto XIV
- Papa Clemente XIII
- Cardinale Giovanni Francesco Albani
- Papa Pio VI
- Cardinale Carlo Bellisomi
- Vescovo Marcelino José Da Silva
- Vescovo Jacques-Benjamin Longer, M.E.P.
- Vescovo Jean Labartette, M.E.P.
- Vescovo Esprit-Marie-Joseph Floren, M.E.P.
- Vescovo Jean-Louis Taberd, M.E.P.
- Vescovo Étienne-Théodore Cuenot, M.E.P.

La successione apostolica è:
- Vescovo Dominique Lefèbvre, M.E.P. (1841)
- Vescovo François-Marie-Henri-Agathon Pellerin, M.E.P. (1846)